# Friedrich Konrad Hornemann
Friedrich Konrad Hornemann (né le 15 septembre 1772 à Hildesheim et mort le 9 février 1801 à Boknane, Nigeria) est un explorateur allemand de l'Afrique, du Sahara en particulier.

## Biographie
Hornemann est né à Hildesheim, une ville de Basse-Saxe, en Allemagne.
Encore jeune, en 1796, il offrit ses services à l'African Association de Londres pour être explorateur en Afrique et visiter la Tripolitaine sous des habits de marchands arabes. L'African Association l'envoya étudier la langue arabe à l'Université de Göttingen et il se prépara à une expédition de découverte des régions encore inexplorées d'Afrique du Nord. Hornemann poursuit une part de ses études en Égypte à partir de septembre 1797.
C'est après et grâce à l'invasion française par l'Expédition d'Égypte de Bonaparte qu'il entreprit ses premières explorations en rejoignant une caravane de retour de la Mecque en direction de l'ouest de l'Afrique du Nord, le 5 septembre 1798. Avec son compatriote Joseph Freudenburg, il se fit passer pour un musulman, un jeune Mamelouk versé dans le commerce avec le Fezzan. Ils purent ainsi atteindre la fameuse oasis de Siwa, six ans après sa première « découverte » par William George Browne en 1792, puis Aujila (en) et enfin Mourzouq le 17 novembre 1798.
Hornemann y vécut jusqu'en juin 1799, rejoignant ensuite Tripoli pour expédier au mois d'août son journal à Londres, où il fut publié en 1802. Il disparut ensuite.
Il était dans son intention de rejoindre le pays Haoussa au sud du Sahara.  Le consul britannique à Tripoli fut amené à penser qu'en juin 1803, Hornemann était à Caina (Katsina), dans le Nord du Nigeria, en bonne santé et vénéré comme marabout. Un rapport dira plus tard (en 1819) que l'explorateur s'était rendu parmi le peuple Nupe, où il était mort.

## Publications
- Hornemann, Friedrich Conrad, 1802 — Voyages dans l'intérieur de l'Afrique, par Frédéric Horneman, pendant les années 1797, 1798, Paris, André, Libraire, 390 p. — en ligne et libre accès : http://catalog.hathitrust.org/Record/009710705
  - Publication originale : (en) Hornemann, Frederick, 1802 — The journal of Frederick Horneman's travels, from Cairo to Mourzouk, the capital of the kingdom of Fezzan, in Africa in the years 1797-8, London, G. and W. Nicol, 195 p. — en ligne et libre accès : https://archive.org/details/journalfrederic01afrigoog